# Pelophryne signata
Pelophryne signata és una espècie d'amfibi que viu a Brunei, Malàisia i, possiblement també, a Indonèsia.
Està amenaçada d'extinció per la pèrdua del seu hàbitat natural.